# Afrogecko
Afrogecko is een geslacht van hagedissen dat behoort tot de gekko's (Gekkota) en de familie Gekkonidae.

## Naam en indeling
De wetenschappelijke naam van de groep werd voor het eerst voorgesteld door Aaron Matthew Bauer, Daniel Andrew Good en William Roy Branch in 1997. Er zijn twee soorten, de hagedissen werden eerder aan andere geslachten toegekend, zoals Phyllodactylus en Gekko. Kolekanos plumicauda werd lange tijd ook tot dit geslacht gerekend en wordt in veel bronnen ook als zodanig benoemd.
De geslachtsnaam Afrogecko betekent vrij vertaald 'gekko's uit Afrika'.

## Soorten
Het geslacht omvat de volgende soorten, met de auteur en het verspreidingsgebied.
| Naam                                   | Auteur          | Verspreidingsgebied                        |
| -------------------------------------- | --------------- | ------------------------------------------ |
| Afrogecko ansorgii                     | Boulenger, 1907 | Angola                                     |
| Bladvingergekko (Afrogecko porphyreus) | Daudin, 1802    | Zuid-Afrika, Namibië, mogelijk in Kameroen |

## Verspreiding en habitat
De hagedissen komen voor in delen van Afrika en leven in de landen Zuid-Afrika, Angola, Namibië en mogelijk in Kameroen. De habitat bestaat uit droge tropische en subtropische scrublands, bossen en savannen. Ook in door de mens aangepaste streken zoals stedelijke gebieden kunnen de dieren worden aangetroffen.

## Beschermingsstatus
Door de internationale natuurbeschermingsorganisatie IUCN is aan beide soorten een beschermingsstatus toegewezen. De hagedissen worden beschouwd als 'veilig' (Least Concern of LC).